# Giacomo Meyerbeer
Giacomo Meyerbeer (Jakob Liebmann Meyer Beer) (Tasdorf, desde 1931 barrio de Rüdersdorf cerca de Berlín, 5 de septiembre de 1791 - París, 2 de mayo de 1864) fue un compositor alemán, favorito del público parisino por la composición de óperas en el estilo Grand Opéra, del cual fue uno de sus creadores.

## Biografía
Hijo de una acaudalada familia de comerciantes judíos en Berlín, descendiente de una dinastía de banqueros y rabinos, fue niño prodigio y a los 9 años era ya pianista. Discípulo de Muzio Clementi, que sería uno de sus profesores de piano, desde muy pronto manifestó su atracción hacia el teatro. Sin embargo, halló su propio estilo solo gradualmente, tras unos inicios convencionales bajo la influencia de su amigo Carl Maria von Weber.
Se le considera el creador del melodrama musical romántico, por lo general basado en un tema histórico y montado de forma grandilocuente, con efectismos teatrales que deslumbraron a sus contemporáneos; se sobrecargaba el escenario de personajes, había escenas de fuerte contraste, desde inundaciones hasta incendios. Es la última variante de la ópera seria: la ópera histórica de vasto aliento conocida como grand opera. Combina con gran habilidad los estilos francés e italiano con meticulosidad alemana.
Ayudó a Richard Wagner durante su estancia en París, si bien el fracaso de este fue evidente ante un estilo hoy considerado encorsetado que nada tenía que ver con la complejidad dramática del drama wagneriano.
Entre 1836 y el fin de siglo, Meyerbeer fue una potencia mundial en música, estando considerado como el compositor más importante de la vida musical europea, con cifras astronómicas de representaciones. Sus grandes éxitos fueron Robert le diable, Les Huguenots y Le Prophete. Se convirtió en director general de Música en Berlín en 1842.
Meyerbeer murió en París el 2 de mayo de 1864 mientras trabajaba en su última gran ópera, La Africana, que se convertiría en uno de los mayores éxitos de la historia de la ópera.

## Evolución musical
La crítica moderna suele dividir la carrera de Meyerbeer en tres etapas bien diferenciadas. Es una opción viable, y todo un acierto de cara a precisar su verdadera significación musical.

### Primera etapa (años 1810)
Así, la primera de ellas, que podríamos denominar etapa alemana, está especialmente influida por la figura de su amigo Carl Maria von Weber, autor de dos bellísimos conciertos para clarinete, de la famosa Invitación a la danza tan bien orquestada por Berlioz, de varias sonatas para piano a las que no se les presta la menor atención, pero sobre todo del inmortal Freischütz, la primera ópera romántica (singspiel realmente), y de Euryanthe, de Oberón, un mundo sonoro nuevo al que, sin embargo y por desgracia, Meyerbeer no fue receptivo. No nos detendremos demasiado en estos comienzos sin duda ingratos, en los que el compositor experimentó con varias formas sin hallar, al parecer, un lenguaje personal. Robert Schumann, tan buen crítico musical como músico, estimaba sin embargo las producciones de estos comienzos como “lo mejor” creado por Meyerbeer. Como no hemos tenido acceso a ninguna de los obras punteras de esta etapa, como el oratorio Dios y la naturaleza o la ópera Alimelek (1813), solo las referimos sin ninguna base real, pues a lo mejor ocultan algunas páginas de cuya belleza todavía no se han hecho partícipes sus escasos oyentes.

### Segunda etapa (1817-1830)
Tras esta primera etapa, y tras tomar contacto con Antonio Salieri, Meyerbeer se trasladaba a Italia. Comienza así su etapa italiana, cuantitativa y cualitativamente más rica que la primera, pero meramente mimética al copiar los modelos de Rossini, de Bellini. Fue sin duda el autor de Les Danaïdes el que lo determinó en esta idea quizá un tanto apresurada, en dar este paso tan decisivo para su carrera, que implicaba a su vez “traicionar” de algún modo las pretensiones de Weber, a las puertas ya de terminar el Freischütz y de crear por tanto una ópera genuinamente alemana. Comenzó así Meyerbeer a producir varias óperas con la mayor rapidez, Semiramide riconosciuta, Emma di Resburgo, L'esule di Granata... Escuchemos L´esule di Granata: el preludio arranca con un bello y lento crescendo de las cuerdas que, tras un breve silencio, vuelve a reexponer el motivo antes de que se incorporen los vientos. A continuación el cuerpo orquestal se agiliza y cobra consistencia: una curva melódica uniforme en la línea de los italianos pronto se redefine hasta culminar en el estruendo de la percusión. Sin apenas transición, irrumpe el coro (Sempre tacer!). Toda la obra es una alternancia de arias y escenas, con la inclusión de un quinteto (Miei pensieri in tal cimento) que poco nuevo aporta a lo ya practicado por Rossini. Los aires son muy convencionales, aunque incluyen una página de la belleza del andante Cara, il soave istante. Como vemos, Meyerbeer, un profesional de lo más diestro, sigue buscando su propio estilo a través de la mímesis; a esta segunda etapa, valga la evidencia, se le puede reprochar una cierta falta de talento creativo que es suplida por su gran conocimiento de la voz humana, verdadera protagonista de estas óperas, pues la orquesta, en cualquier caso, sigue ocupando un lugar muy secundario, como de mero acompañamiento salvo en las partes puramente orquestales… Esta situación provisional prontamente sería superada: fue sin duda el gran éxito de Il crociato in Egitto (1824), su primera obra importante, el que lo llevó a trasladarse a París y a comenzar allí su tercera y última etapa, su etapa francesa.

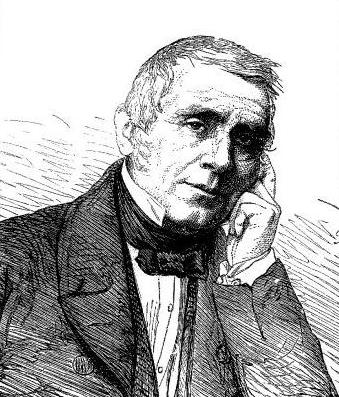
Eugène Scribe, el libretista favorito de Meyerbeer.

### Tercera etapa: laGrand Opéra(1831-1864)
Giacomo Meyerbeer llegó a París, la capital de la música durante el siglo, en el momento preciso, con un puñado de ideas bien dispuestas y grandes ansias de innovación en su intento de redefinir el espectáculo completo, la ópera, desde una nueva perspectiva. El público parisino, de gustos tan impredecibles, acababa de vivir su última gran conmoción con el Guillermo Tell de Rossini, que resultaría la despedida de la ópera de este, con tan solo treinta y siete años. Salvo Auber, que no cesaba de producir ópera tras ópera dentro de una regularidad de lo más burguesa, y Halévy, que pronto asestaría su golpe maestro con La Judía, el panorama musical francés era desolador, un verdadero desierto de talentos. Proliferaban empero unos músicos de tercera fila que fabricaban óperas cómicas a destajo, sin otros propósitos que los meramente lucrativos. Meyerbeer configuró su estilo definitivo gracias al bagaje que cargaba consigo, y para ello aunó los estilos alemán, italiano y francés en uno solo. Esta mezcla explosiva encontró en él al transcriptor perfecto. Más que una hibridación informe, Meyerbeer practicó una síntesis estilística sin precedentes a la búsqueda de un cosmopolitismo muy de la época, y cuya prueba más clara es Roberto el Diablo (1831), su primera incursión en la grand opéra y, sin lugar a dudas, su primera obra maestra, en la que ya aparecen asentadas las convenciones de la misma: cinco actos muy desarrollados con inclusión de ballet y recitativo; amplios efectivos humanos, en el reparto y en el coro; fastuosos decorados preparados para acoger tanto incendios como inundaciones, así como fuegos de artificio… El éxito de Roberto el Diablo fue tal que contribuyó a hacer de Meyerbeer el compositor más importante del momento (privilegio que mantendría hasta su muerte). Al margen de las sorprendentes audacias de su música, buena parte del impacto de esta truculenta y a la par delicada historia gótica se deben al singular Eugène Scribe, dramaturgo de resonancia europea, el más característico libretista de la gran ópera (suyos son los libretos de algunos de los puntales de la misma: La muda de Portici, de Auber; La Judía, de Halévy; La Favorita, de Donizetti; Las Vísperas sicilianas, de Verdi), que elaboró un libreto con momentos tan irresistibles como la bacanal del tercer acto, con el ballet de monjas malditas que han salido de sus tumbas gracias a la invocación de Bertram, el Rey de los Infiernos. Pero los mejores momentos los encontraremos en la parte vocal, de la que destacaremos dos arias tiempo ha famosas: Nonnes qui reposez (Acto III) y, especialmente, la declaración de amor de Isabelle a Robert, Robert, toi que j’aime (Acto IV).

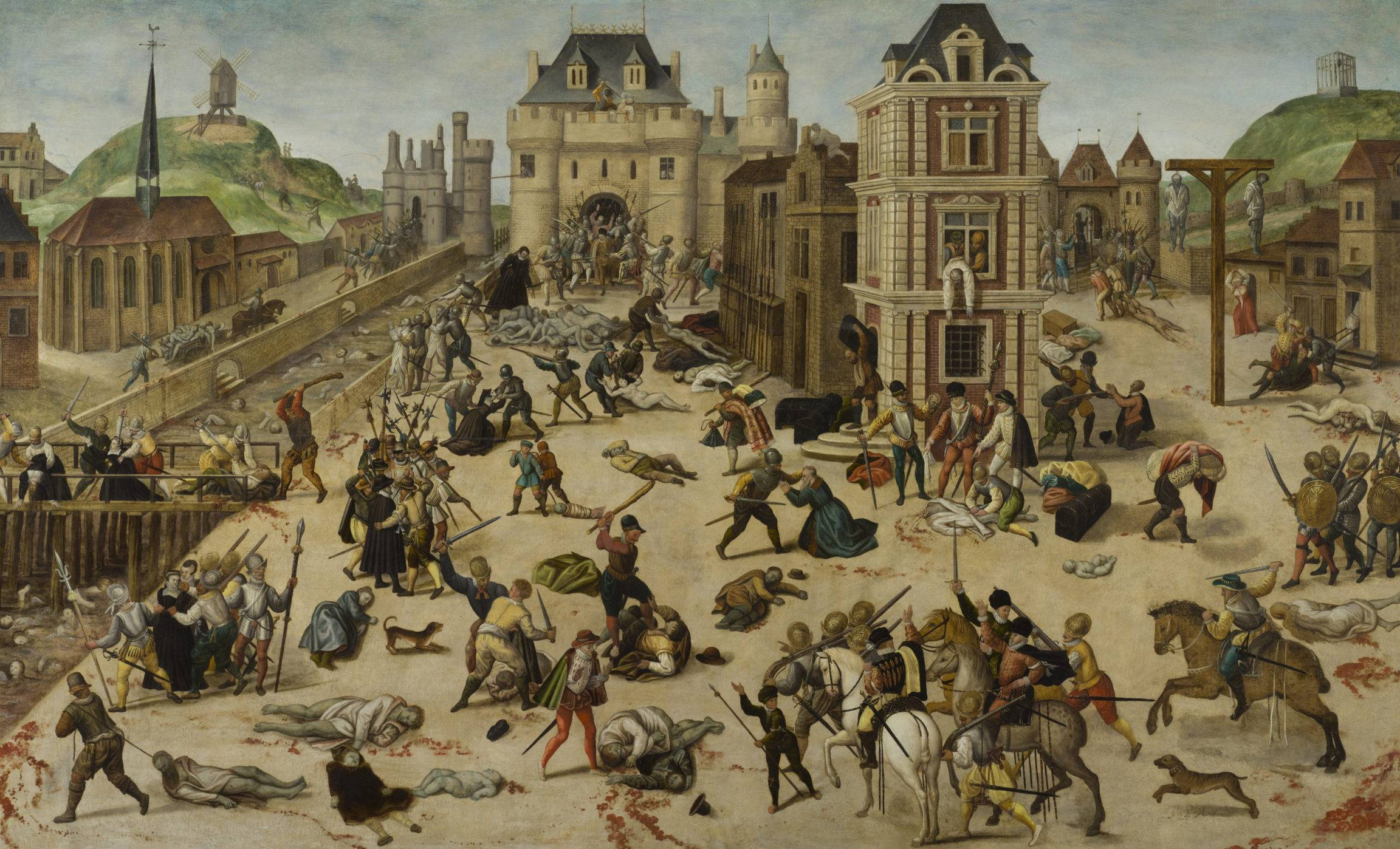
Representación de la Masacre de San Bartolomé, tema central de la ópera de Meyerbeer Los Hugonotes

Su segunda entrega obtendría un éxito todavía más resonante si cabe. Los Hugonotes (estrenada el 29 de febrero de 1836), la ópera más veces representada de la historia (en 1900 ya había alcanzado las mil representaciones en la Ópera de París), es un extraordinario espectáculo de más de cuatro horas duración que encandiló hasta el paroxismo más extremo al público de su tiempo. Algo completamente comprensible tras escuchar tamaño prodigio de extravagancia musical, cuyas mayores inventivas, sin embargo, estaban en la compleja puesta en escena. En el plano argumental, Los Hugonotes pone en escena a lo largo de sus cinco actos el día de la masacre de San Bartolomé, acaecido el 24 de agosto de 1572. El libreto de Scribe (escrito a cuatro manos junto a Émile Deschamps) peca en este aspecto de simplista, lo que malbarata hasta cierto punto la sustancia histórica de la obra. Pero como espectáculo es abrumador. Estamos ante una ópera que requiere ser vivida en directo, o cuando menos visionada de modo escénico, ya que la mera escucha no basta para captar lo abrupto de su drama. Los personajes principales que por ella desfilan son Margarita de Valois, Raúl de Nangis, Valentina como la católica enamorada de Nangis, su prometido el Conde de Nevers y el Conde de Saint-Bris, padre de Valentina, entre otros. Durante las cuatro horas que dura Los Hugonotes asistimos a un evento político de primer orden. La arbitrariedad de los hechos torna si cabe más subversivo el tono que adopta la obra: la matanza de los hugonotes, protestantes asesinados a manos de los católicos, devendría así producto de un nimio equívoco sentimental acaecido en las “altas esferas”. Lógicamente, esto no fue así, pero Meyerbeer consigue hacer verosímil lo disparatado, por lo que la obra adquiere una lectura universal de la atrocidad del hecho político y sus penosas consecuencias en una situación irrisoriamente extrema. Si musicalmente la obra abusa en exceso de las soluciones de compromiso propias de la gran ópera, sobre todo en las transiciones, la parte vocal se muestra de lo más seductora (comprendemos el cariño que por esta ópera sentían dos astros mayores del canto como Enrico Caruso y Nelly Melba), con joyas como Une dame noble et sage (Acto I), O beau pays (Acto II), Je suis seule chez moi (Acto IV) o Ainsi je te verrai périr? (Acto V). La influencia de Los Hugonotes ha sido enorme, y la resolución de algunas de sus escenas, entre la elipsis y el subrayado, ha tenido continuidad en otras óperas, algunas de ellas tan notables como los Diálogos de carmelitas de Francis Poulenc.

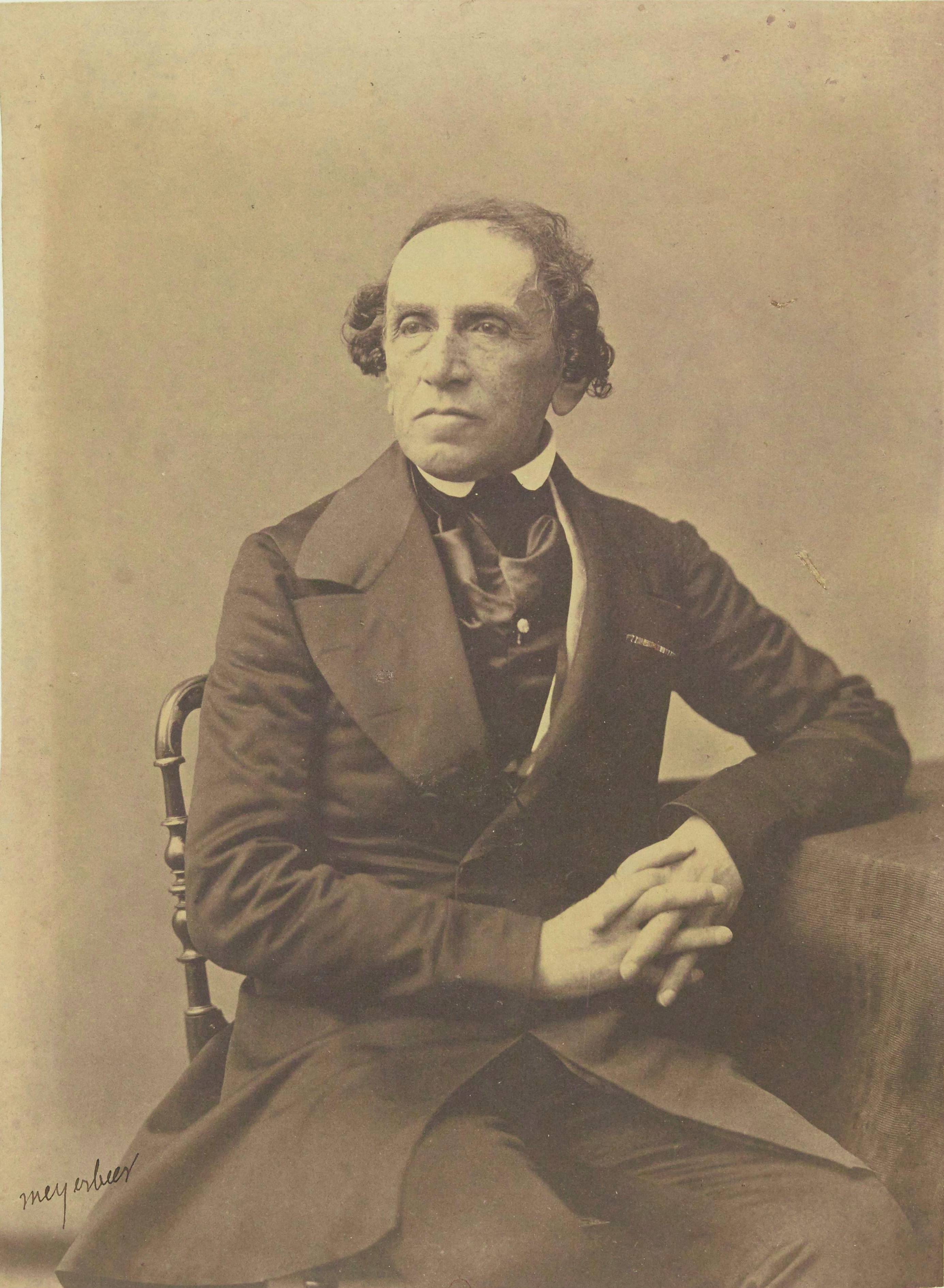
Giacomo Meyerbeer (fotografiado por Nadar) en sus últimos años.

Resultado de un largo proceso de elaboración, El Profeta (1849), en torno a Juan de Leyde, es, al decir de Joaquín Turina, la ópera más perfecta del autor; se trata de una opinión esquemática que apuntamos solo por la valía de su emisor. Más de sus páginas, hoy en día solo se recuerda un fragmento, la estruendosa y circense Marcha de la coronación, un episodio vulgar equiparable a la Marcha triunfal de Tarpeja de Beethoven, cuyos malabarismos sonoros y tosquedad armónica general dicen muy poco en favor de Meyerbeer. Empero, la trascendencia de este fragmento tan tarareado ha sido tal (al ser lo más conocido de la ópera, llegó a comercializarse la partitura de forma independiente), que de algún modo ha simplificado la visión actual de nuestro hombre, considerándolo un músico de factura militar y poco más.
Tras dos obras menores pero igualmente bien recibidas, La Estrella del Norte (1854) y Dinorah (1859), con La Africana (estrenada el 28 de abril de 1865) Meyerbeer decía adiós de forma póstuma al mundo de la ópera al que tanto había contribuido. ¡Y qué decir ante tan nobles páginas salidas de su pluma más firme! La Africana es el equivalente meyerbeeriano al Otello de Verdi o al Parsifal de Wagner, el broche de oro a una carrera prodigiosa, una obra maestra de una riqueza melódica sin parangón y, con toda seguridad y junto a Los Hugonotes, la ópera decimonónica con el trabajo vocal más exigente jamás escrito tras Wagner y Verdi. Musicalmente es su creación más avanzada. Su refinada orquestación abunda en momentos de gran belleza (destacaremos la obertura, que explora los timbres exóticos sin olvidar la pura melodía de su curva) y dramatismo, aunque la obra quizá se alargue en exceso. Dos páginas sobreviven de tan magna ópera: las arias Adamastor, roi des vagues (Acto II), y especialmente O paradis (Acto IV), cantadas por el africano Nelusko y Vasco de Gama respectivamente; es (O paradis) un momento de un lirismo sobrecogedor, y una de las arias más notables de la gran ópera.

## Listado de Óperas
La tabla siguiente recoge solo las óperas compuestas por Meyerbeer:
| Fecha composición | Obra                                               | Fecha estreno | Lugar estreno          | Notas |
| ----------------- | -------------------------------------------------- | ------------- | ---------------------- | --- |
|                   | Jephtas Gelübte                                    | 1812/12/23    | Múnich                 | |
|                   | Wirt und Gast                                      | 1813/01/06    | Stuttgart              | |
|                   | Das Brandenburger Tor                              | 1814          | Berlín                 | |
|                   | Romilda e Costanza                                 | 1817/07/19    | Padua                  | |
|                   | Semiramide riconosciuta                            | 1819/03       | Teatro Regio, Turín    | |
|                   | Emma di Resburgo                                   | 1819/06/26    | Venecia, San Benedetto | |
|                   | Margherita d’Anjou                                 | 1820/11/14    | Milán                  | |
| 1820–1821         | L'Almanzore                                        |               |                        | Probablemente compuesta en 1820–1821, prevista para Roma pero no representada allí. Aunque se cree que tuvo que ser terminada, también es posible que se trate de una primera versión de L'esule di Granata. |
|                   | L'esule di Granata                                 | 1821/03/12    | Milán                  | |
|                   | Il crociato in Egitto                              | 1824/03/07    | La Fenice, Venecia     | Frecuentemente revisada por Meyerbeer. |
|                   | Robert le diable («Roberto el diablo»)             | 1831/11/21    | Opéra, París           | Ópera de terror. Eugène Scribe fue el libretista. Se representó en París con gran ceremonial. |
|                   | Les Huguenots («Los Hugonotes»)                    | 1836/02/29    | Opéra, París           | Ópera en cinco actos que alcanzó un éxito inmediato. Con el trasfondo de la Matanza de San Bartolomé (1572), con sus conflictos entre calvinistas y católicos, se despliega una complicada intriga. El escalofriante ritual de la consagración de las espadas, con sus tinieblas demoníacas y su fanatismo, es uno de los grandes conjuntos románticos (a veces también se le llama Guelfos y Gibelinos o Los anglicanos y los puritanos). |
|                   | Ein Feldlager in Schlesien («Un campo en Silesia») | 1844/12/07    | Hofoper, Berlín        | Revisada como Vielka (Viena, 1847/02/18). |
|                   | Le prophète («El profeta»).                        | 1849/04/16    | Opéra, París           | El papel central pertenece a una contralto, la madre del profeta, Fides. Espectáculo turbulento sobre el movimiento reformista de los anabaptistas en la región de Münster. |
|                   | L'étoile du nord                                   | 1854/02/16    | Opéra Comique, París   | Parcialmente basada en la temprana Feldlager in Schlesien, revisada en italiano (Londres, Covent Garden, 1855/07/19). |
|                   | Le Pardon de Ploërmel                              | 1859/04/04    | Opéra Comique, París   | Revisada en italiano como Dinorah (Londres, Covent Garden, 1859/07/26). |
|                   | L'Africaine                                        | 1865/04/28    | Opéra, París           | Póstuma. Ópera de ambiente exótico, ambientada en los viajes de Vasco de Gama. Termina con el tema de amor de Sélika, al suicidarse tras haber dejado ir a Vasco da Gama. |

Otello

## Otras obras (Selección)

### Música sinfónica
- Quatre Marches aux flambeaux (1846)
- Fackeltanz (1853)
- Schiller-Marsch (1859)
- Obertura en forma de marcha, para la Exposición de Londres (1862)
- Marche du Couronnement, para la coronación de Guillermo I, rey de Prusia
- Sinfonía concertante para piano, violín y orquesta
- Extracto sinfónico en Re para pequeña orquesta

### Música de cámara
- Quinteto para clarinete (1813)
- Fantasía para clarinete y cuarteto de cuerda (1839)

### Música vocal
- Gott und die Natur, cantata (estrenada en Berlín, 1811)
- Festa nella Corte di Ferrara, cantata (estrenada en Berlín, 1843)
- 12 Psaumes de dos coros a capella
- Miserere
- Stabat Mater
- Te Deum
- 18 Canzonette di Metastase
- Suleika
- Hor ich das Liedchen klingen
- Die Rose, die Lilie, die Taube
- Komm, du schones Fischermadchen
- Luft von Morgen
- Der Garten des Herzens
- Fruhling im Versteck
- Le ricordanze
- Il nascere e il fiorire d'una rosa
- Ballade de la reine Marguerite de Valois
- Der Garten des Herzens
- Sur le balcon
- La folle de St Joseph
- Nella
- Mina
- La dame invisible
- Rachel a Nephtali
- Le bapteme
- Chant de mai
- Scirocco

### Música de escena
- Struensee (1846)

## Órdenes y cargos

### Órdenes

#### Reino de Prusia
- Caballero de la Orden Pour le Mérite.[3]

#### Extranjeras
- Oficial de la Orden de Leopoldo.[3] (Reino de Bélgica)
- Caballero de la Orden de la Cruz del Sur.[3] (Imperio del Brasil)
- Caballero de la Orden de Enrique el León.[3] (Ducado de Brunswick)
- Caballero de la Orden de la Casa Ernestina de Sajonia.[3] (Ducados Ernestinos)
- Orden de la Legión de Honor.[4] (Reino de Francia)
  - 3 de mayo de 1849: Comendador.
  - 9 de agosto de 1837: Oficial.[3]
  - 15 de enero de 1832: Caballero.

### Cargos
- Director general de la música de la Corte y Maestro de Capilla de la Corte de Prusia.[3]